# Rossmania aculeata
Rossmania aculeata är en svampart som först beskrevs av Petch, och fick sitt nu gällande namn av Lar.N. Vassiljeva 2001. Rossmania aculeata ingår i släktet Rossmania och familjen Sydowiellaceae.   Inga underarter finns listade i Catalogue of Life.